# Ivan Hechtermans
Ivan Hechtermans (28 dicembre 1967) è un ex giocatore di calcio a 5 belga.

## Carriera
Con la Nazionale maschile di calcio a 5 del Belgio Hechtermans ha partecipato a due edizioni della Coppa del Mondo (1992 e 1996), entrambe concluse dai diavoli rossi al secondo turno. Inoltre, è stato convocato all'European Futsal Tournament 1996 in cui il Belgio si è aggiudicato la medaglia di bronzo battendo nella finalina l'Italia per 3-2. In totale, ha disputato 54 incontri con la nazionale, realizzando 18 reti.